# M-flo TRIBUTE 〜maison de m-flo〜
『m-flo TRIBUTE 〜maison de m-flo〜』は、m-floの1枚目のトリビュート・アルバム。2009年9月16日にrhythm zoneよりリリースされた。

## 概要
m-floのデビュー10周年を記念したトリビュート・アルバム。
2年後の2011年にトリビュートアルバム第2作目となる『m-flo TRIBUTE 〜stitch the future and past〜』が発売された。

## チャート成績
2009年9月28日付のオリコン週間ランキングでは初動1万9千枚を売り上げ、週間8位にランクインした。

## 収録曲
1. miss you / May J. & JONTE
15thシングル
2. come again / 青山テルマ
9thシングル
3. Planet Shining / COMA-CHI
アルバム『Planet Shining』収録曲。
4. Yours only, feat.WISE / 西野カナ
13thシングル
西野カナの8thシングル「Dear…/MAYBE」のカップリングにも収録[3]。
5. been so long / JEJUNG & YUCHUN (from 東方神起)
インディーズシングル
6. Simple & Lovely / misono
アルバム『COSMICOLOR』収録曲。原曲ではmisonoの姉の倖田來未が歌唱している[4]。
7. the Love Bug / YU-A
16thシングル
8. Come Back To Me / Marie
6thシングル
9. L.O.T. (Love Or Truth) / BENI
5thシングル
10. let go / 清水翔太
17thシングル